# Gioan Baotixita Vương Nhã Hàn
Gioan Baotixita Vương Nhã Hàn (sinh 1950, tiếng Trung:王若翰, tiếng Anh:John Baptist Wang Rou-han) là một giám mục của Giáo hội Công giáo Rôma tại Trung Quốc. Ông hiện đảm nhận vị trí Giám mục chính tòa Giáo phận Khang Định.

## Tiểu sử
Giám mục Gioan Baotixita Vương Nhã Hàn sinh ngày 19 tháng 5 năm 1950 trong một gia đình Công giáo ngoan đạo, anh em ông còn có hai người cũng được chọn làm Giám mục là: Gioan Vương Nhã Vọng và Casimir Vương Di Lộc. Sau quá trình tu học như bao chủng sinh khác, khi mãn khóa Chủng viện, ông được thụ phong chức linh mục ngày 20 tháng 2 năm 1983. Tòa Thánh mật báo chọn linh mục Vương làm Giám mục Khang Định, lễ Tấn phong cho ông đã được tổ chức tháng 11 năm 1989, bởi Giám mục Phaolô Lý Chấn Vinh, giám mục Chánh tòa Giáo phận Hiến Huyện. Ngoài ra, ông cũng từng kiêm nhiệm chức Giám quản Tông Tòa Giáo phận Thiên Thủy, trước khi trao lại Giáo phận này cho Tân giám mục được Tòa Thánh mật phong, cũng là em trai ông, Gioan Vương Nhã Vọng năm 2011.